# Nagar panchayat
Il nagar panchayat (in Hindi: नगर पंचायत, in inglese: city council) è una forma di amministrazione urbana in India. 
Un centro urbano con più di 30.000 e meno di 100.000 abitanti è classificato come nagar panchayat. 
Vi sono però alcune eccezioni. Tutte le precedenti commissioni d'area cittadina (che amministrano i centri urbani con una popolazione totale di più di 5.000 e meno di 20.000) sono stati riclassificati come Nagar panchayat. 
I Nagar panchayat hanno un presidente e un consiglio composto da un minimo di 10 membri eletti e 3 nominati.